# Lee Radziwill
Caroline Lee Bouvier, épouse Canfield puis Radziwiłł et enfin Ross, dite Lee Radziwill, née le 3 mars 1933 à New York et morte le 15 février 2019 à New York, est une personnalité mondaine américaine. Elle est la sœur cadette de Jacqueline Kennedy Onassis.

## Biographie
Née Caroline Lee Bouvier, Lee Radziwill est la fille cadette du riche agent de change John Vernou Bouvier III et de son épouse Janet Norton Lee. Ils l'ont appelée Lee d'après James T. Lee, le père de Janet Lee. Celui-ci était un immigrant irlandais qui avait quitté l'Irlande au milieu du XIXe siècle. 
Après le divorce de ses parents en 1940, sa mère se remarie avec Hugh D. Auchincloss en 1942, avec qui elle aura deux enfants, Janet et James Auchincloss. Elle vit alors chez son beau-père entre les villes de McLean, Virginie et de Newport dans l'état du Rhode Island. 
Ambitieuse pour ses filles, la mère les inscrit dans la très sélecte Miss Porter's School, où Lee grandit dans l'ombre de sa sœur aînée. À l'âge de onze ans, alors qu'elle désire maigrir, elle demande de l'aide à Jackie, qui lui conseille de se mettre à fumer.
Lee Bouvier se marie à trois reprises :
- Le 18 avril 1953, avec Michael Canfield, directeur de la filiale londonienne de Harper & Row, dont il est l'un des héritiers. Le couple divorce en 1959.

- Le 19 mars 1959, avec Stanisław Albrecht Radziwiłł (1914-1976), un prince d'origine polonaise. En fait, le nom de famille  s'écrit "Radziwiłł", mais il est fréquemment écrit "Radziwill" en Europe occidentale, cette famille ayant essaimé en Allemagne, en France, etc. Il est anglicisé de la même manière. Stanisław s'était séparé de sa seconde épouse Grace Kolin pour pouvoir s'unir à Lee Bouvier Canfield. Ils ont deux enfants : Anthony Radziwill (né le 4 août 1959 à Lausanne et mort d'un cancer le 10 août 1999 à New York) et Anna Christina Radziwill (née le 18 août 1960 à New York). Ils divorcent en 1974.

- Le 23 septembre 1988, Lee Radziwill épouse Herbert Ross. Ils se séparent en 1999 et divorcent en 2001.

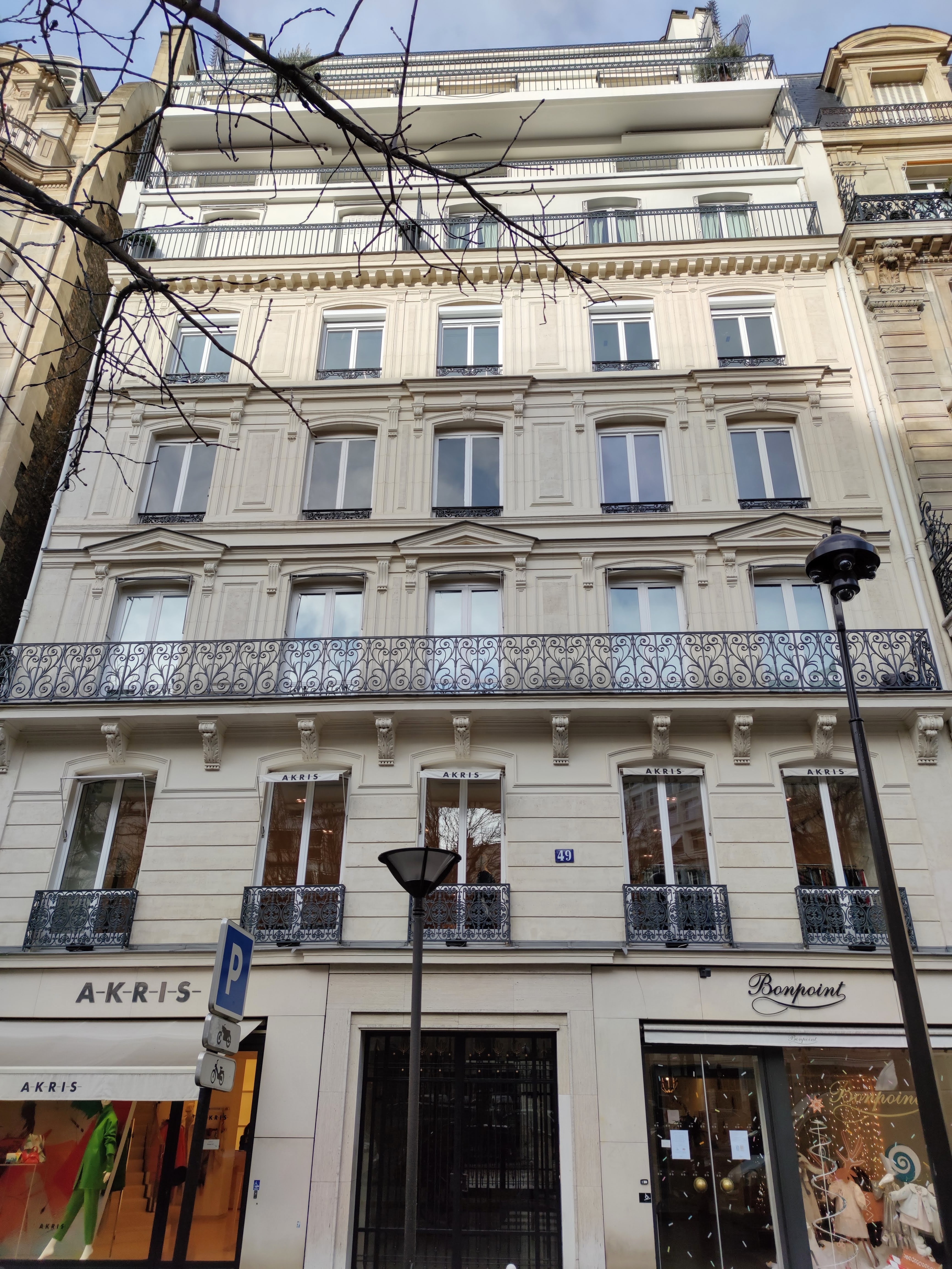
No 49, avenue Montaigne, Paris : Lee Radziwill possédait un appartement au 6e étage de cet immeuble.

Au printemps 1963, elle entame une liaison avec l'armateur grec Aristote Onassis, qui offre à son mari le poste de directeur de sa compagnie d'aviation. Dans le Washington Post, le journaliste Drew Pearson (en) écrit pendant l'été : « L'ambitieux tycoon a-t-il l'espoir de devenir le beau-frère du président ? ». Malgré la réputation sulfureuse d'Onassis, qui pourrait nuire à la prochaine campagne présidentielle de JFK, Jackie Kennedy accepte d'accompagner sa sœur sur son yacht Christina O en octobre de la même année. À la fin de ces vacances, il offre aux deux femmes des bijoux Van Cleef & Arpels, un modèle beaucoup plus somptueux pour la Première dame des États-Unis. Des photos volées ayant été prises, le président détourne alors l'attention du public américain en permettant un reportage sur les enfants de la Maison-Blanche, qui présente la célèbre photographie avec son fils jouant sous son bureau.
En 1968 a lieu le remariage de Jackie avec Onassis, que Lee Radziwill vit comme un outrage. Pour la calmer, Onassis lui offre alors une propriété à Athènes, qu'elle revend aussitôt.
En juillet 1999, son neveu John Fitzgerald Kennedy Jr., fils de sa sœur Jacqueline, meurt dans un accident aérien, moins d'un mois avant la mort de son propre fils Anthony Radziwill.

### Carrière et notoriété

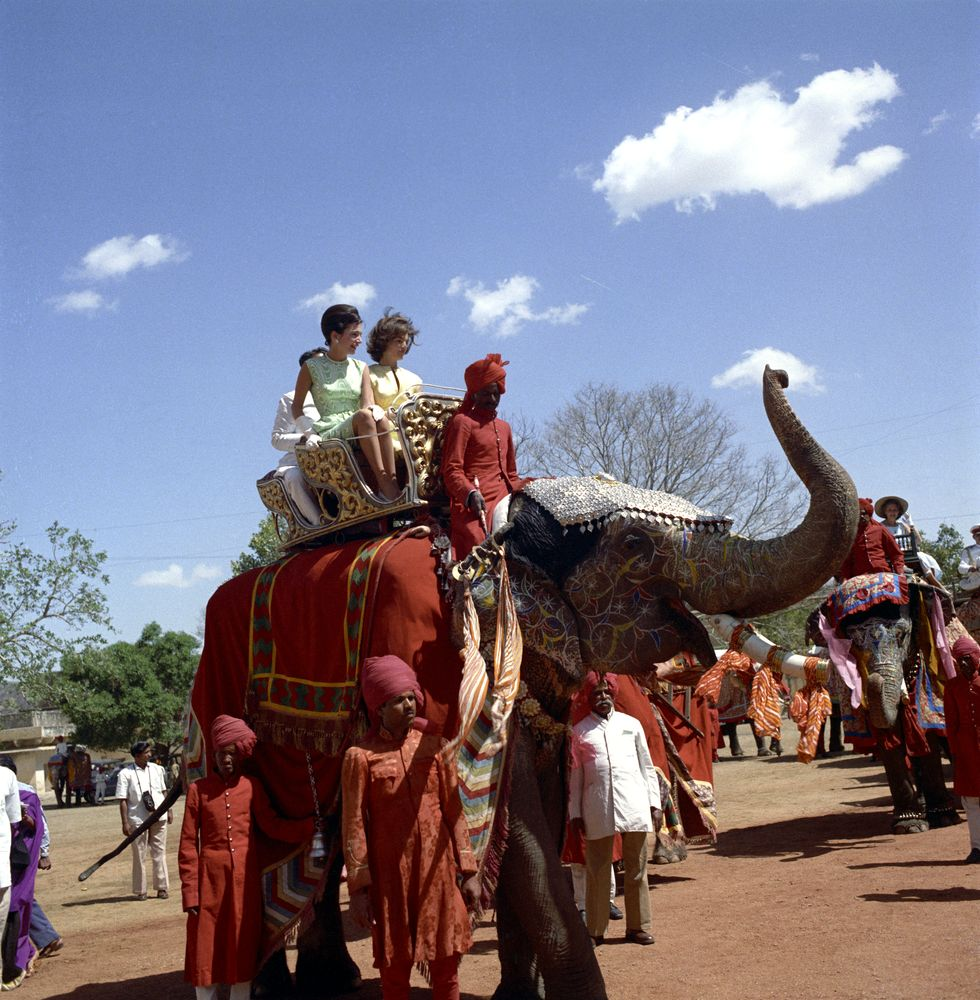
Jacqueline Kennedy et Lee Radziwill à dos d'éléphant en Inde (1962).

Dans les années 1960, Lee Radziwill fait une tentative de  carrière au théâtre et au cinéma, sans succès, puis dans les années 1970, comme décoratrice d'intérieur. Elle connaît la notoriété par l'entremise de sa sœur aînée, Jacqueline Kennedy, qui est Première dame des États-Unis de 1961 à 1963. Elle est régulièrement invitée à la Maison-Blanche et l'accompagne lors d'un voyage officiel en Inde et au Pakistan en mars 1962. Elle fait régulièrement parler d'elle dans les chroniques mondaines des pages des magazines féminins, surtout dans les années 1970-1980. 
En 2003, Lee Radziwill publie un livre, Happy Times, paraissant simultanément en français et en anglais aux Éditions Assouline, évoquant ses souvenirs de jeunesse et sa vie auprès de sa célèbre sœur, et elle accorde une seule interview, à Henry-Jean Servat, pour Paris Match. 
En 2008, elle est nommée chevalier de la Légion d'honneur pour son investissement dans des associations caritatives.
Les obsèques de Lee Radziwill ont lieu le 25 février 2019 en l'église Saint-Thomas-More de New York; parmi les personnes en deuil figuraient Caroline Kennedy, Carole Radziwill, Marc Jacobs, Tory Burch, Sofia Coppola, Carolina Herrera, Peter Beard et Deeda Blair.

## Filmographie
- 1962 : Jacqueline Kennedy's Asian Journey
- 1968 : Laura
- 1972 : Cocksucker Blues

## Publications
En français
- Happy times, éditions Assouline, 2015.
- Lee, éditions Assouline, 2015.